# Древесные сороки
Древесные сороки (лат. Dendrocitta) — род птиц семейства врановых. Представители рода распространены в Южной и Юго-Восточной Азии. Родовое название представляет собой комбинацию др.-греч. δένδρον — «дерево» и др.-греч. κιττα — «сорока».

## Виды
В состав рода включают 7 видовv:
| Изображение | Научное название        | Русское название             | Распространение                                                                                    |
| ----------- | ----------------------- | ---------------------------- | -------------------------------------------------------------------------------------------------- |
|             | Dendrocitta formosae    | Серогрудая древесная сорока  | Индокитай, юг Китая и Тайвань                                                                      |
|             | Dendrocitta vagabunda   | Индийская древесная сорока   | Индийский субконтинент и прилегающие области Юго-Восточной Азии                                    |
|             | Dendrocitta frontalis   | Масковая древесная сорока    | северо-восток Индии, Бангладеш, Непал и Мьянма, изолированная популяция на северо-западе Вьетнама. |
|             | Dendrocitta occipitalis | Малайская древесная сорока   | Суматра                                                                                            |
|             | Dendrocitta cinerascens |                              | Калимантан                                                                                         |
|             | Dendrocitta leucogastra | Белобрюхая древесная сорока  | Западные Гаты                                                                                      |
|             | Dendrocitta bayleii     | Андаманская древесная сорока | Андаманские острова                                                                                |